# Alina Gandini
Alina Gandini (Buenos Aires, 1972) es una cantante y pianista argentina.

## Biografía
Nació en 1972 en Buenos Aires, Argentina. Tocó el piano desde muy pequeña, dando conciertos de música clásica a la edad de 10 años. Creció en medio de estudios clásicos de piano, influenciada por su padre Gerardo Gandini, músico.

### Trayectoria musical
En su adolescencia entró y salió de distintas agrupaciones hasta que a los 19 años formó parte de la banda de Leo Maslíah, con quien durante 5 años cantó y tocó el piano en su espectáculo «Dos Personas en Escena».
Formó parte de la banda de Fito Páez como corista y tecladista. Estuvo de gira con su banda durante tres años por Estados Unidos, Europa, Latinoamérica y Argentina, compartiendo escenario con artistas como Djavan, Titas, Caetano Veloso, Mercedes Sosa, Charly García, Andrés Calamaro, Joaquín Sabina, Rubén Rada, entre muchos otros. Además, junto a Fito grabó sus álbumes Euforia y Mi vida con ellas.
Después de estas giras empezó su camino personal formando en el año 1999 el grupo Ácida, junto con Tweety González. Interpretaban sus propias canciones, cantando y tocando teclados. El disco de Ácida, La vida real fue grabado en 2002 en Buenos Aires, producido por Chris Allison (productor de Coldplay, entre otros) y editado por el sello británico Sonic 360. En este disco experimentaron diferentes climas electropop. Este disco la llevó a residir en Los Ángeles, en 2002 desde donde, durante tres años, hizo giras por Estados Unidos y México. Con el tema «Apart» participaron del disco Por qué no puedo ser tú, tributo a The Cure, editado por Warner Latin. Durante su estancia en Estados Unidos, fue invitada permanente del grupo Niño Astronauta, con quienes también grabó el disco Tres astronautas.
A su regreso forma la banda Las 72 Horas junto a sus amigas Claudia Sinesi, Laura Casarino y Marcela Chediak, y son la banda estable del programa de televisión Infómanas, conducido por Elizabeth Vernaci y Claudia Fontán.
El sello Putumayo eligió uno de sus temas, «Presente permanente», para su compilado Nuevo latino.
Compuso e interpretó la música de la película How the Garcia Girls spent their summer, de Georgina Riedel, que recibió varios premios y nominaciones.
En 2008 presentó su disco El rock es mi forma de ser, que grabó con su banda Hotelera y que contó con la producción ejecutiva de Fernando Moya y fue editado por Ozono y Sony BMG, además de las participaciones de Andrés Calamaro, Charly García, Gustavo Cerati y Fito Páez. Participaron en esta grabación Bernardo Baraj, Marcelo Baraj, Mariana Baraj, Gerardo Gandini, Mariano Loiácono, Matías Mango, Mariano Massolo, Mariano Otero, Claudia Sinesi y Quique Sinesi.
Desde el año 2013 dirige Cantaloop, talleres grupales de canto.

## Discografía
- 2005 La vida real - con Ácida (released).[9]
- 2007 El rock es mi forma de ser - Volumen 1.[10]
- 2020 El rayo / El gato.[11]

## Vida personal
El 15 de abril de 2010 nació su hijo. Estuvo casada con el músico Tweety González, y con el baterista Marcelo Baraj.